# 胡夫格拉本河
49°48′09″N 9°52′47″E / 49.802404°N 9.879683°E
胡夫格拉本河（德語：Hufgraben），是德國的河流，位於該國東南部，由巴伐利亞負責管轄，屬於美因河的左支流，河道全長2.7公里，流域面積2.3平方公里，發源自瓦爾德比特爾布倫東北面。